# 숙녀표표권
《숙녀표표권》(중국어 간체자: 淑女飘飘拳, 정체자: 淑女飄飄拳, 병음: Shū nǚ piāo piāo quán 수뉘퍄오퍄오취안[*], 영어: Sweet Tai Chi 스위트 타이치[*])은 2019년 방송되었던 중국의 드라마이다.

## 소개
- 명문 CMFU 대학 새내기 표표가 태극권과 선배 '위초'를 우연히 구해주며 인생이 바뀌는 이야기

## 등장인물
- 필문군 (毕雯珺) - 웨이추 역
- 손천 (孙千) - 펑퍄오퍄오 역
- 정택인 (丁泽仁) - 천빙 역
- 가정우 (贾征宇) - 바이하이양 역